# Sutteriana deplanata
Sutteriana deplanata är en kackerlacksart som beskrevs av Karlis Princis 1957. Sutteriana deplanata ingår i släktet Sutteriana och familjen småkackerlackor. Inga underarter finns listade i Catalogue of Life.